# Samantha Fish
Samantha Fish (ur. 30 stycznia 1989 w Kansas City) – amerykańska gitarzystka, kompozytorka i autorka tekstów, specjalizująca się w muzyce bluesowej i roots rockowej. 

## Życiorys i kariera muzyczna

### Początki
Samantha Fish urodziła się 30 stycznia 1989 roku w Kansas City. Dorastała w rodzinie muzycznej o różnorodnych zainteresowaniach. Jej ojciec grał na gitarze i czasami jamował z przyjaciółmi w domu. Matka była instruktorką chóru kościelnego. Młoda Samantha zaczynała jako perkusistka, ale w wieku 15 lat zmieniła instrument na gitarę. Przykład brała ze starszej siostry, Amandy, która śpiewała i grała na gitarze. Jako swych ulubionych artystów wymieniała: Bonnie Raitt, The Rolling Stones, Toma Petty’ego i Steviego Ray Vaughana. Już jako nastolatka zwróciła na siebie uwagę profesjonalistów z branży. Odwiedzała lokalny klub bluesowy, Saloon Knuckleheads, aby posłuchać koncertujących tam muzyków. Po uzyskaniu pełnoletności nawiązała z nimi bliższe znajomości.

### Kariera muzyczna
W 2009 roku Fish nagrała, jako Samantha Fish Blues Band, album Live Bait, a jej rockowa gra na gitarze zwróciła uwagę wytwórni Ruf Records, która w 2011 roku wydała jej nagrania na kompilacji Girls with Guitars (wraz z Cassie Taylor i Dani Wilde). Materiał muzyczny wydawnictwa stanowiły covery The Rolling Stones i Steve Miller Band, a także oryginalny materiał trzech artystek. Utwory z albumu przyniosły im popularność podczas zorganizowanej przez Ruf Records trasy koncertowej Blues Caravan po Stanach Zjednoczonych i Europie. Później, w tym samym roku, Fish zadebiutowała solowym albumem Runaway, wydanym również pod szyldem Ruf Records. Album wyprodukował jej mentor i współpracownik, Mike Zito. W 2012 roku zdobyła tym albumem nagrodę Blues Music Award for Best New Artist. W tym samym roku, podczas pobytu w Helenie w Arkansas z okazji występów na festiwalu King Biscuit Blues Festival, zakupiła do swego zestawu instrumentów cigar box guitar, zbudowany przez Stogie Box Blues. 

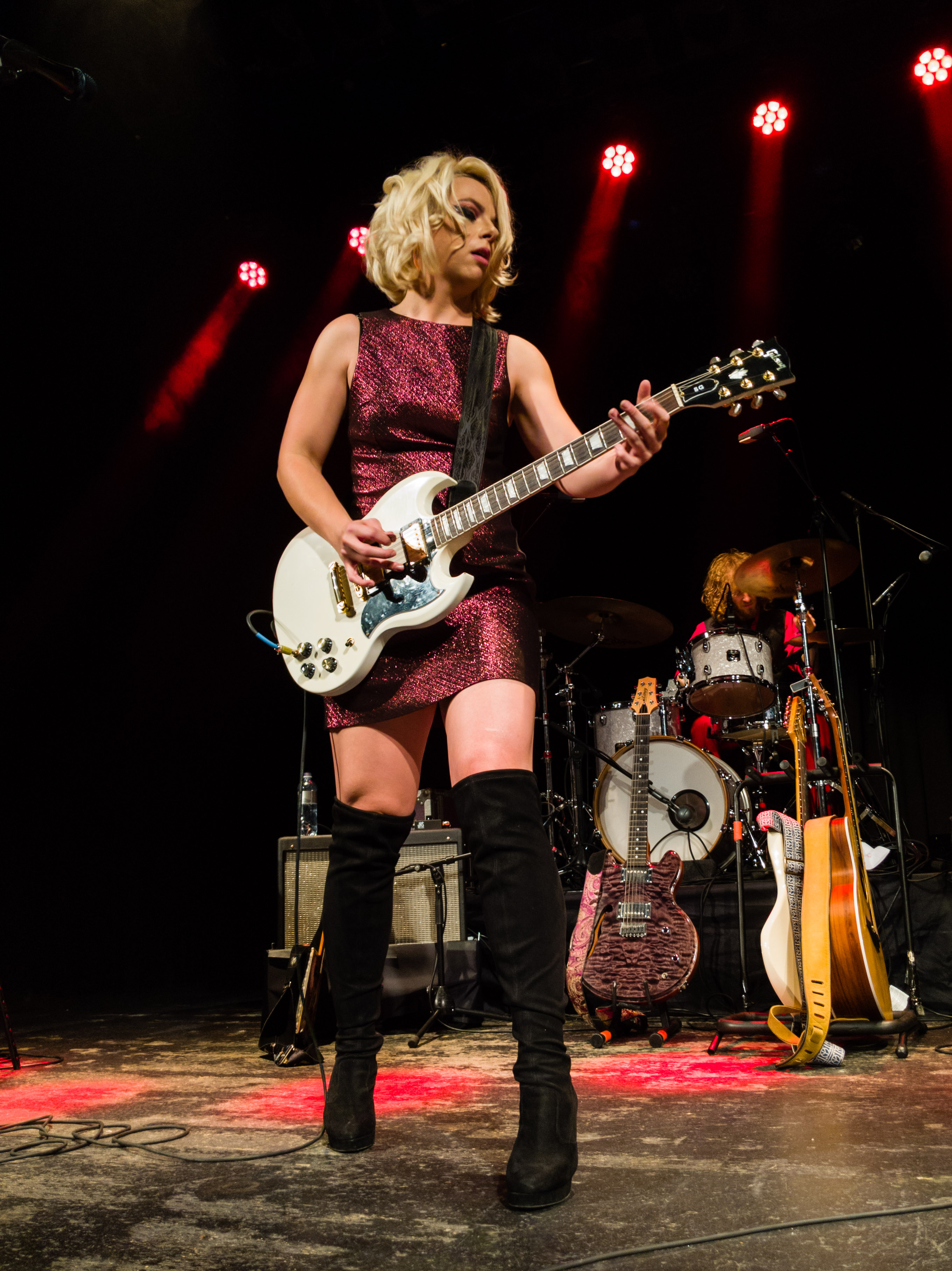
Samantha Fish podczas koncertu w Zurich Kaufleuten (2019)

Kolejny sukces przyniósł jej drugi album, Black Wind Howlin '. Wydany w 2013 roku znalazł się w pierwszej dziesiątce listy albumów bluesowych Billboard Heatseekers. Na pierwszym miejscu tej listy znalazł się trzeci album studyjny Fish, Wild at Heart, który został wydany 10 lipca 2015 roku. Fish napisała na niego pięć utworów, zaś pięć innych napisała wspólnie z Jimem McCormickiem. Album wyprodukował Luther Dickinson, który także grał na różnych instrumentach strunowych, takich jak: gitara, kontrabas, mandolina i lap steel guitar.
Rok 2016 przyniósł Fish szereg nagród The Independent Blues Awards!, przyznawanych przez magazyn Making a Scene:
- Best Independent Blues Contemporary CD  (za album Wild at Heart),
- Best Independent Female Blues Artist
- Independent Blues artist Gateway Award
- Road Warrior Award
- Best Modern Roots Song (za utwór „Go Home”)[7].

W 2017 roku artystka wydała swój czwarty album studyjny Chills & Fever. Nagrany w Detroit z członkami The Detroit Cobras zawierały covery popowe i soulowe. Również w 2017 roku Fish wydała album Belle of the West, który zdobył nagrodę Blues Music Association 2018 w kategorii: Contemporary Female Artist of the Year.
Siódmy album studyjny Fish, Kill or Be Kind, ukazał się w 2019 roku nakładem wytwórni Rounder Records. Został nagrany w Royal Studios w Memphis, miejscu narodzin dzieł takich artystów jak Chuck Berry, Al Green i John Mayer. Wypełniające go brzmienie „warczącej” gitary i charakterystyczny wokal artystki w stylu mule-kick, sprawiły, iż teledyski do utworów z albumu zwróciły na siebie uwagę. Album znalazł się w zestawieniu Favorite Blues Albums AllMusic 2019. W tym samym roku MusicRadar zaliczył Fish do 10 najlepszych obecnie gitarzystów świata (The 10 Best Blues Guitarists in the World Today) plasując ją na 3. miejscu listy za Chrisem Buckiem i Joe Bonamassą.

## Życie prywatne, rodzina
Fish nie ujawnia szczegółów ze swojego życia prywatnego. Do chwili obecnej (2020) nie ma żadnych wiadomości dotyczących jej ewentualnego małżeństwa lub intymnych relacji z kimkolwiek. Koncentruje się przede wszystkim na swojej pracy zawodowej. Jej starsza siostra, Amanda wybrała również karierę muzyczną – jest piosenkarką, autorką tekstów i multiinstrumentalistką, grającą na: kontrabasie, fortepianie, gitarze i mandolinie. Zadebiutowała w 2015 roku albumem Down in the Dirt.